# بوشتشينو
بوشتشينو (بالروسية: Пущино) هي إحدى مدن روسيا في الكيان الفدرالي الروسي موسكو أوبلاست.

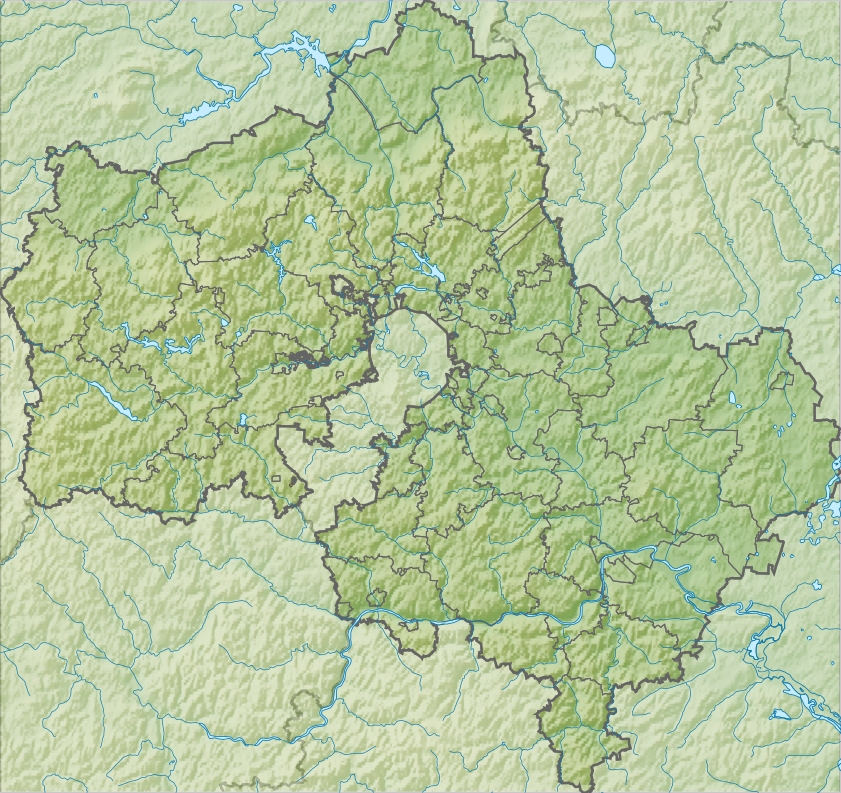
الحدود السياسية لمقاطعة موسكو
المدينة تقع في جنوب شرق المقاطعة

هي مدينة في سيرباخوف، منطقة موسكو. مركز للأبحاث البيولوجية، وتقع في المدينة تسعة معاهد البحوث، وفرع لجامعة موسكو الحكومية، مرصد رادياستراناميشنايا و جامعة ولاية الحزب الديمقراطي. السكان 20100 نسمة (2005). تقع على نهر أوكا.

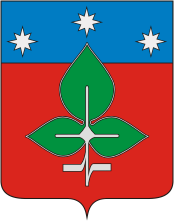
شعار المدينة

المدينة مرتفعة عن سطح البحر ب 190 متر.
التوقيت الزمني : موسكو +03:00 UTC.